# Aphaenogaster senilis
Aphaenogaster senilis — вид мурашок підродини мирміцин (Myrmicinae).

## Поширення
Вид поширений в Південній Європі (Італія, Франція, Словенія, Іспанія, Португалія, Сардинія), Північній Африці (Марокко) та на Канарських островах. Живе у вологих тінистих місцинах, включаючи парки і сади.

## Опис
Мурахи чорного кольору. Робітники до 7 мм завдовжки, цариці до 8,5 мм. Царицю можна розрізнити за наявністю нерозвинених крил, що не призначені для польоту. Тіло робітників вкрите нечисленними білими щетинками.

## Спосіб життя
Мурашники будує у землі, часто під камінням. Середній розмір колонії становить 1260 робітників. Активний вдень. У холодну пору року впадає в сплячку. Агресивний вид, жало добре розвинене. Полює на комах та інших дрібних безхребетних.